# Dinastia Solanki
Els solankis o dinastia Solanki va governar parts del que és avui dia el Gujarat i Kathiawar a l'Índia entre el 950 i el 1300. Els reis de la dinastia van utilitzar per designar-se a si mateixos el nom de Chalukya, i són també coneguts com a Chalukya de Gujarat o com a Rajputs Solanki. La dinastia va acabar quan Alauddin Khalji va conquerir Gujarat.
Gujarat era un centre important de comerç de l'Oceà Índic, i la seva capital a Anhilwara (modern Patan, Gujarat) era una de les ciutats més grans de l'Índia, amb una població calculada en 100.000 habitants vers l'any 1000. El 1026, el complex del temple de Somnath a Gujarat va ser destruït per Mahmud de Ghazni. Després del 1243, els Solankis van perdre el control de Gujarat en favor dels seus feudataris, dels quals la dinastia Vaghela de Dholka va acabar predominant. Després de 1292, els Vagheles esdevenien tributaris de la dinastia Seuna (Iadava) de Devagiri a la plana del Dècan.

## Orígens
El Solankis eren esmentats pels seus contemporanis com els "Chalukya de Gujarat". La gran majoria dels seus rècords propis els esmenta com "Txaulukia", que seria una variant de "Chalukya". Hi ha molts altres dinasties amb aquest nom: el Chalukya de Badami, els Chalukya de Kalyani, els Chalukya de Vengi i els Chalukya de Lata. Les diverses dinasties que utilitzen aquest nom s'ha pensat que serien branques de la mateixa família, però la relació entre tots ells no és segura. A diferència dels Chalukya de Kalyani i Vengi, els Solankis mai van reclamar una descendència compartida o qualsevol altra associació amb l'original dinastia Chalukya — els Chalukya de Badami. A més, ells no utilitzaven el terme "Chalukya" com anom sinó que agafaven la forma variant "Txaulukia".
Tanmateix, els Solankis va compartir un mite d'origen amb el Chalukya de Kalyani i Vengi. Segons aquesta llegenda, el progenitor de la dinastia va ser creat per Brahma. La versió de la llegenda esmentada en la inscripció de Vadnagar prashasti de Kumarapala és de la manera següent: les deitats van requerir al déu creador Brahma a protegir-los dels danaves (dimonis). Brahma llavors va crear un heroi en la seva chuluka (olla o palmell plegat), el qual va ser omplert amb aigua del Ganges. Aquest heroi va ser anomenat Txulukia, i esdevingué el progenitor de la dinastia. Una variació d'aquesta llegenda és esmentada per Abhayatilaka Gani en el seu commentari al Dvyashraya-Kavyade Hemachandra.
```
Segons aquesta versió, Brahma va produir l'heroi per donar suport a la terra, després que les seves altres creacions el van decebre. Aquestes històries no són de cap valor històric, sent costum de les cases reials contemporànies el reclamar orígens mítics i heroics. El 
Kumarapala-Bhupala-Charita
 de Jayasimha Suri presenta a Txulukia com a guerrer històric, la capital del qual era Madhupadma. Mularaja fou el seu descendent, gairebé cent generacions després. Aquest compte pot ser en part històric: Madhupadma ha estat identificat com una ubicació fora del Gujarat, incloent Mathura.
```

El Prithviraj Raso esmenta la llegenda d'Agnikula, segons la qual alguna de les dinasties rajputs, incloent-hi els Solankis, va néixer d'una boca de foc al Mont Abu. Una secció d'historiadors de l'era colonial va interpretar aquest compte mític per suggerir un origen estranger per aquests rajputs. Segons aquesta teoria, els avantpassats estrangers d'aquests rajputs van arribar a l'Índia després de la decadència de l'Imperi gupta al voltant del segle v i van ser admesos en el  sistema de castes hindú després d'un ritual de foc. Basat en aquesta llegenda, D. R. Bhandarkar i altres van teoritzar que els Chalukya eren una branca de Gurjares, que serien d'origen estranger. Tanmateix les inscripcions dels propis Solankis no reclamen un origen Sgnikula per la seva dinastia. La llegenda Agnikula del primer origen fou utilitzada per la veïna dinastia Paramara. Les còpies originals de Prithviraj Raso no esmenten aquesta llegenda. Els poetes de segle xvi podrien haver estès la llegenda Paramara per incloure altres dinasties Rajputs, per tal d'ampliar la unitat Rajput contra els Moghuls. Les inscripcions Solankis del regnat de Bhima II prova que els Solankis van conèixer la llegenda Agnikula, però la van associar amb els Paramares i no amb ells.
En suport de la teoria del seu origen Gurjar, Bhandarkar i Hoernle esmenten el canvi de nom de la província de "Lata" a "Gurjaratra" durant el govern Solanki. Bhandarkar explicat que si els Solankis no haguessin estat Gurjars, és inconcebible que aquella província hagués estat anomenada "Gurjaratra" (el país governat o protegit per Gurjars) quan des de sempre havia estat coneguda com a "Lata". Asoke Majumdar va criticar la teoria de Bhandarkar, assenyalant fora que el terme "Lata" mai va ser utilitzat per descriure la totalitat de Gujarat, i que els reis Gurjara havien governat la regió abans dels Solankis. Aquests van incloure la dinastia Gurjara-Pratihara, així com els Gurjares de Nandipuri. D. P. Dikshit també va criticar la teoria de Bhandarkar argumentant que no hi ha cap evidència que l'àrea fos coneguda com a "Gurjaratra" o Gujarat durant el regnat Solanki. Majumdar argumenta que els governants Solankis van ser referits com reis dels Gurjares, perquè van governar el país que era ja conegut com a Gurjara en el seu temps. Assenyala que fins i tot els cap Ganga Marasimha II va assumir el títol de "rei dels Gurjares" després de derrotar un rei del nord en nom del Rashtrakutes.
Asoke Majumdar va teoritzar que els Solankis o els Chalukya va estar connectats als Sulikas o els Chulikas, una tribu esmentada en diversos rècords antics. Aquesta tribu és descrita com vivint en la frontera del nord de l'Índia antiga. Tanmateix, Majumdar va admetre que no hi ha prou evidència per considerar aquesta teoria com concloent.

## Reis Solankis

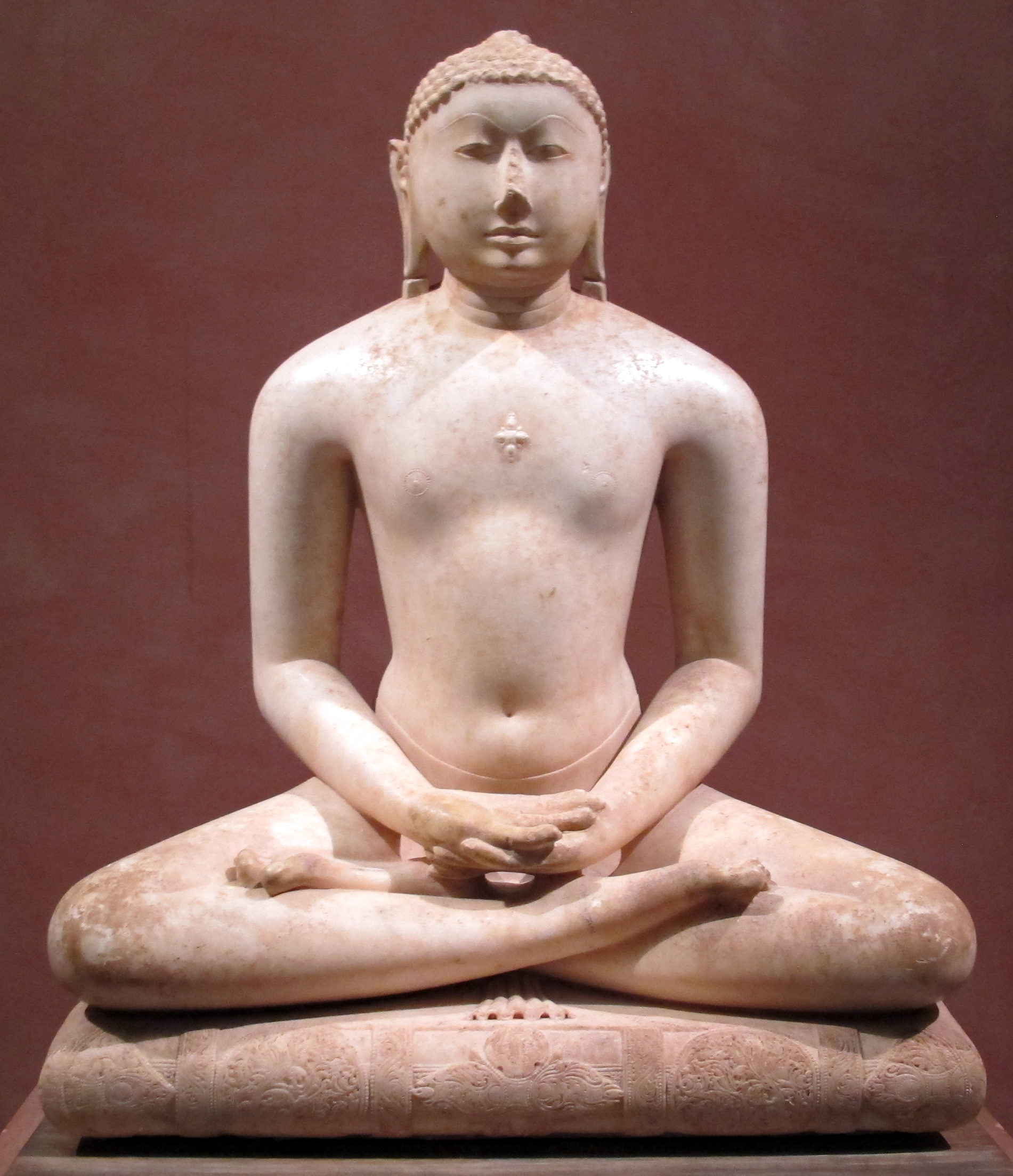
Jain Shvetambara Tirthankara en meditació, període Solanki ara al Museu Metropolità d'Art, vers 1000 – 1050

### Mularaja
Mularaja va suplantar al darrer rei de la dinastia Chavda de Gujarat i va fundar un regne independent amb la seva capital en Anahilapataka el 940-941. Fou un rei Shaiva que va operar dins dels paradigmes reials Brahmànics i Vèdics. Va construir el temple de Mulavasatika ("Residencia de Mula") per Digambares i el temple de Mulanatha-jinadeva ("Jina que és el senyor de Mula") pels Svetambares.

### Bhima I

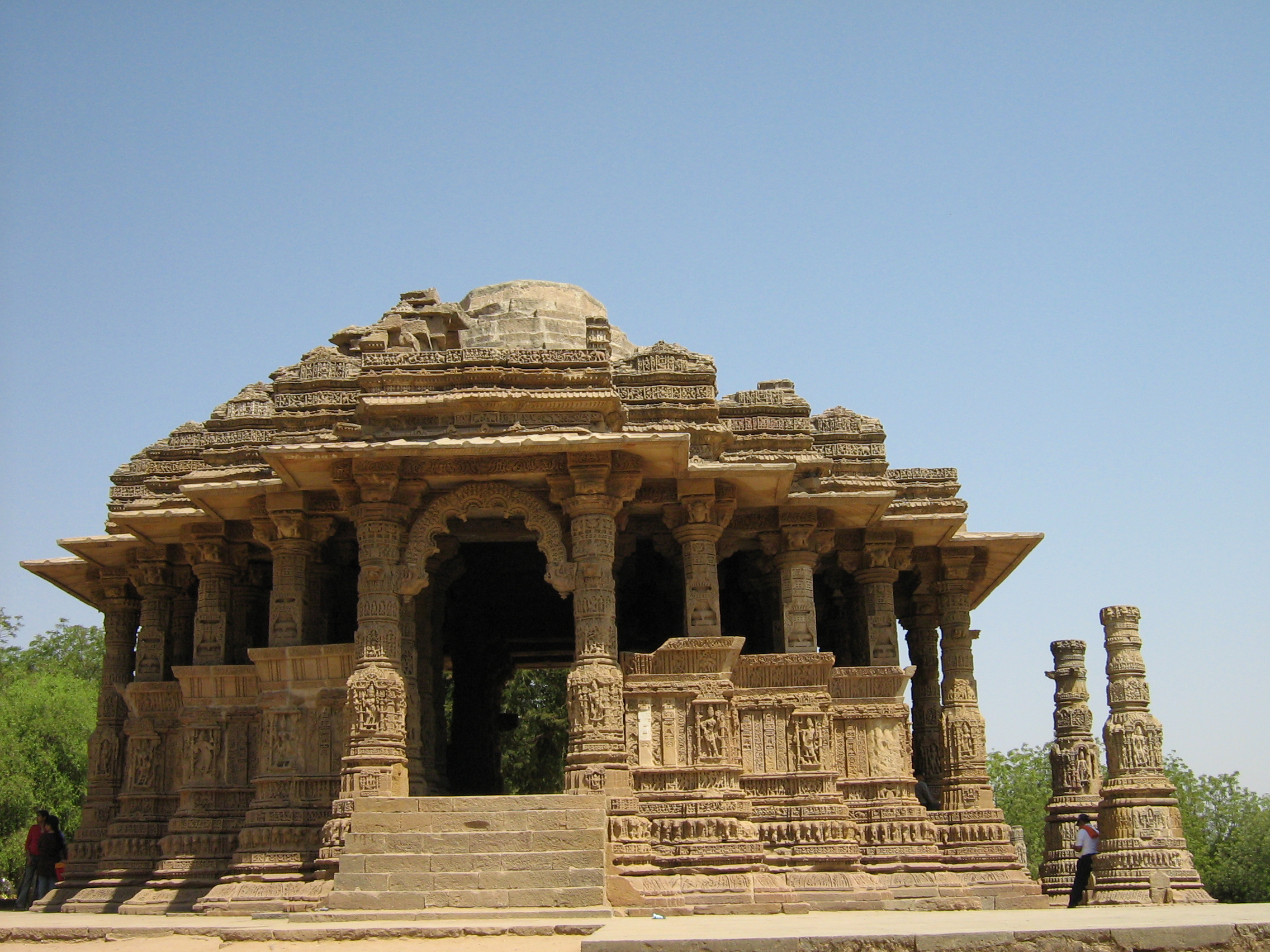
Temple de sol de Modhera construït per Bhima I

Bhima fou el següent sobirà important després de Mularaja. Va construir el Temple de Sol de Modhera. La seva muller Udaymati va construir el Rani ki vav en la seva memòria.
La deïtat tutelar de la família dels Solanki era Somnath a Prabhas. Fou durant el regnat dels Solanki que les incursions de Muhammad de Ghazni va arribar al Gujrat., Mathura fou saquejada el 1018 i el fanós temple famós de Somanath dins 1025.

### Karna
Jarna fou successor de Bhima I. Va derrotar un cap Bhil i va fundar Karnavati quin és ara coneguda com a Ahmedabad. Karna es va casar amb Mayanalladevi de qui va tenir a Jayasimha Siddharaja.

### Jayasimha Siddharaja
Jayasimha Siddharaja va governar per mig segle des de 1094 i va ampliar el regne per esdevenir un imperi. El temple de Rudra Mahakala a Siddhapur és una expressió arquitectònica del seu govern.
Hemachandra, un monjo jain, va adquirir molt de poder i va tenir una bona relació amb el rei. A part de Saurashtra i Kutch, Jaysimha també va conquerir Malwa. Una de les llegendes favorites dels poetes del Gujarat va sorgir al voltant del setge de Junagadh per Jaysimha. El fort fou finalment capturat per ell juntament amb Ranakdevi, muller del governant Chudasama, Ra Khengar. Ranakdevi va preferir cometre sati abans que casar-se amb el vencedor Jaisimha i va ser autoritzada a cremar-se en una pira a Wadhwan. El temple de Ranakdevi encara existeix a Wadhwan al lloc de la seva mort.

### Kumarapala

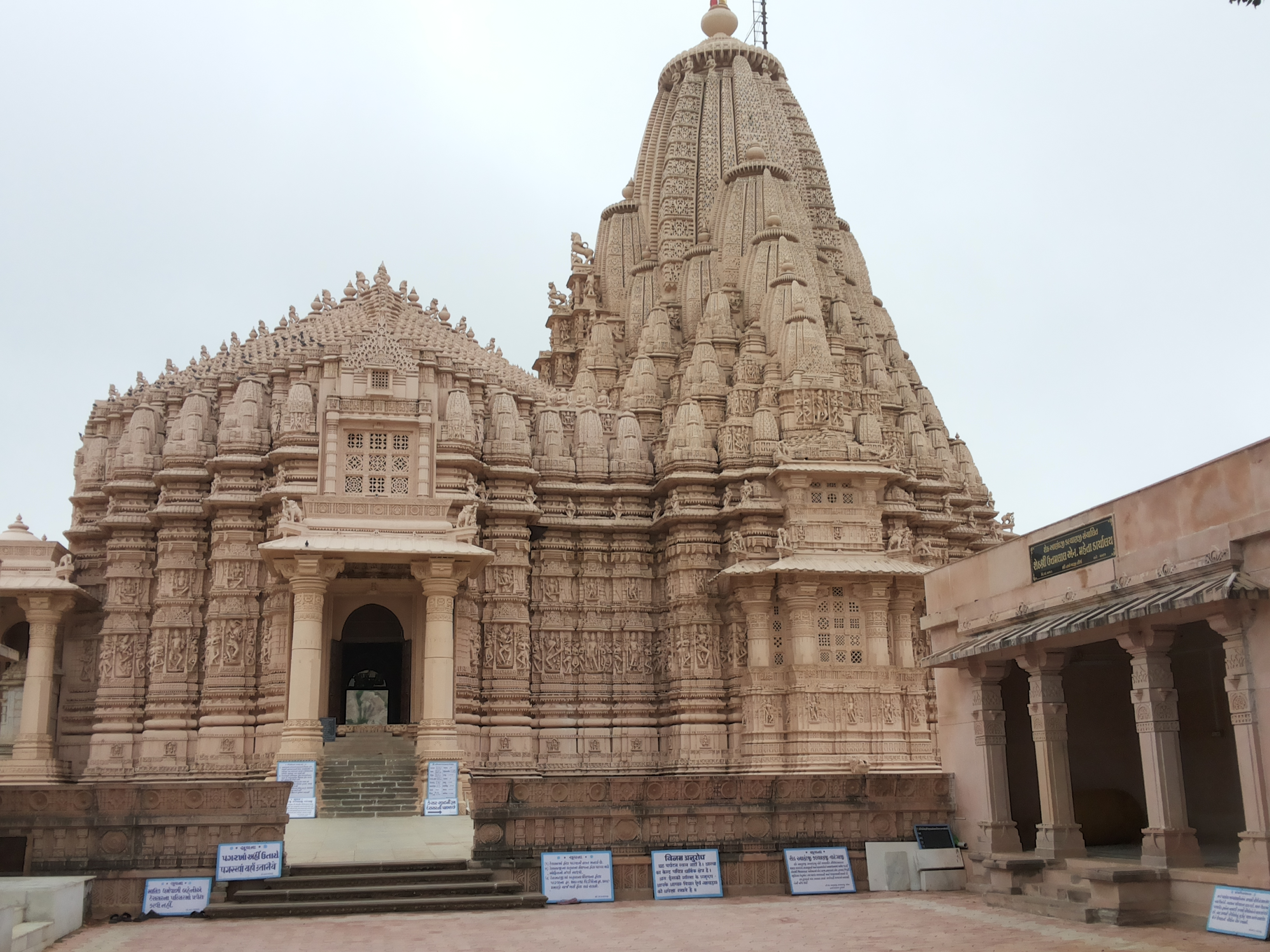
Taranga Jain Tirtha

El successor de Jayasimha Siddharaja, Kumarapala, va regnar 31 anys, de 1143 a 1174. També va tenir bona relació amb Hemachandra i va propagar el jainisme durant el seu govern a Gujarat. Va reconstruir el temple de Somnath. Durant el regnat de Kumarapala, la prosperitat de Gujarat va estar al seu cim.

### Mularaja II
Mularaja II va rebutjar amb èxit les incursions de Muhammad de Ghor que va tenir l'ambició de repetir l'acte fet abans per Mahmud de Ghazni.

## Llista de governants
La llista de governants Chalukya de Gujarat, amb dates aproximades de regnat, és la següent:
- Mularaja (vers  940 –  995)
- Chamundaraja (vers  996 – 1008)
- Vallabharaja (vers 1008)
- Durlabharaja (vers 1008 – 1022)
- Bhima I (vers 1022 – 1064)
- Karna (vers 1064 – 1092)
- Jayasimha Siddharaja (vers 1092 – 1142)
- Kumarapala (vers 1142 – 1171)
- Ajayapala (vers 1171 – 1174)
- Mularaja II (vers 1174 –  1177)
- Bhima II (vers 1177 – 1240)
- Tribhuvanapala (vers 1240 – 1244)

## Successor
Després de la caiguda dels Solankis, la dinastia hindu dels Vaghela, que havia estat al servei dels Solankis, va establir una efímera (76 anys) però potent dinastia. Els governants d'aquesta dinastia foren responsables de consolidar i estabilitzar la prosperitat de Gujarat després de la caiguda dels Solankis però el darrer d'ells, Karandev, va ser derrotat i enderrocat per Ala al-Din Muhàmmad Xah I Khalji (1296-1316) el 1297. Amb la seva derrota, Gujarat esdevenia part del Sultanat de Delhi.